# Sabat haGadol
Șabat HaGadol ("Marele Șabat" שַׁבַּת הַגָּדוֹל) este pentru evrei Sâmbăta imediată înaintea Paștilor. Cu această ocazie se citește Haftara din profetul Maleahi. Tradițional se face o slujbă, o strângere sfântă lungă după-masa.
Pregătirea pentru sărbătorile pascale încep conform cărții Exodului în ziua a X-a lunii stabilită aici ca luna întâi a anului numită Aviv ori Nisan – 

În cartea Exodului e scris cum, “Domnul a zis lui Moise și lui Aaron în țara Egiptului:  

        Exodul 12:1-5 -  
 
„Luna aceasta va fi pentru voi cea dintâi lună; ea va fi pentru voi cea dintâi lună a anului.
 
Vorbiți întregii adunări a lui Israel și spuneți-i: „În ziua a zecea a acestei luni, fiecare om să ia un miel de fiecare familie, un miel de fiecare cămin.
 Dacă sunt prea puțini în casă pentru un miel, să-l ia cu vecinul lui cel mai de aproape, după numărul sufletelor; să faceți socoteala cât poate mânca fiecare din mielul acesta.
 Să fie un miel fără cusur, de parte bărbătească, de un an; veți putea să luați un miel sau un ied”.

Înaintea Exodului din tradiție se știe că a căzut într-o Sâmbătă când în Egipt era o sărbătoare pentru care se aduceau jertfe de miel zeului Amon-Ra. Cu acestă ocazie s-a creat posibilitatea ca oricine inclusiv un rob să cumpere miei. Mai târziu în perioada când a existat un Templu în perioada aceasta de patru zile familiile se obișnuiau cu mielul care putea fi verificat dacă este fără meteahnă.

### La începuturile creștinismului
Această zi a X-a conform tradiției a fost în primul secol într-o Duminică numită în tradiție a Floriilor când Ieșua (Iisus) s-a urcat la Ierusalim, după ce la vizitat Sâmbăta, probabil în ajun ori pregătire, pe prietenul Său Lazăr și pe surorile sale în Betania unde Maria ia uns piciorele.

 
Din Evanghelii știm că în fiecare dimineață ei s-au urcat la Ierusalim până în ziua când Mesia a trimis doi ucenici, pe Petru și pe Ioan, care au pregătit paștile.

  
Când Ieșua (Iisus) a intrat in cetate, El a fost salutat de mulțimea credincioșilor care s-au urcat în pelerinaj pentru pregătirea Paștilor cu: „Osana!” (Matei 21,8-9; Luca 19:38, Ioan 12:13).  Acesta este prescurtarea frazei „hoshiah na” (הוֹשִׁיעָה נָּא), care însemnă „rugăm salvează” ori „izbăvește acum”. Mulțimile intonau Psalmul 118:25-26 și l-au aplicat la mai marele Fiu al lui David, Ieșua, care a venit:

     Psalm 118:25-26:

אָנָּא יְהוָה הוֹשִׁיעָה נָּא

אָנָּא יְהוָה הַצְלִיחָה נָּא

בָּרוּךְ הַבָּא בְּשֵׁם יְהוָה

בֵּרַכְנוּכֶם מִבֵּית יְהוָה

”Anna  IHVH (Adonai) hoșiah  na!

Anna  IHVH (Adonai) hatzlihah  na!

Barukh ha-Vah  b'Șem  IHVH (Adonai)!

Berak-nu-hem  mi-Beit  IHVH (Adonai).”

”Rugăm Iahve, Mântuiește-ne!

Rugăm Iahve, sporește-ne!

Binecuvântat fie cel ce vine în Numele lui Iahve! 

Te binecuvântăm din Casa lui Iahve.”

Psalmul 118 a fost privit ca un psalm mesianic, și se intona fluturând ramurile de palmier (ori finic) pentru Mesia, Regele care a venit pentru a oferi izbăvirea poporului Israel (vezi și:  Apocalipsa 7:9-10).
În dimineața când s-au urcat la Ierusalim, din localitatea unde erau găzduiți, au văzut un smochin pe care Ieșua (Iisus) la văzut că nu avea nici un rod, și a pronunțat aceste cuvinte: "Să nu fie rod în tine în veac!" Și pomul de smochin deodată s-a uscat (Matei 21:18-19).

Acest lucru a fost relatat și de evanghelistul în

     Marcu 11:19-22:
 
”Iar când s-a făcut seară, au ieșit afară din cetate.

Dimineața, trecând pe acolo, au văzut smochinul uscat din rădăcini.

Și Petru, aducându-și aminte, I-a zis: Învățătorule, iată smochinul pe care l-ai blestemat s-a uscat.

Și răspunzând, Iisus le-a zis: Aveți credință în Dumnezeu.”

Cu două zile înainte de Paști (Pesah) și ajunul Sărbătorii Pâinilor Azime (Hag Mațot) când s-au urcat pe Muntele Măslinilor, în partea din fața Templului care era aproape de Betania a spus o pildă a smochinului folosind un joc de cuvinte în care "începutul verii", adică "începutul secerișului" este comparat cu "începutul necazului" care declanșează evenimentele de înaintea venirii Fiului Omului.

     Marcu 13:28-29:
 
Învățați de la smochin pilda: Când mlădița lui se face fragedă și înfrunzește, cunoașteți că vara este aproape.

Tot așa și voi, când veți vedea împlinindu-se aceste lucruri, să știți că El este aproape, lângă uși.

### Compararea sărbătorii cu calendarul gregorian
Sabat haGadol cade conform datei observării lunii noi, în Sâmbăta cea mai aproape de ziua a X-a zi a lunii Nisan începând cu care animalul pentru paști este ținut patru zile în acasă, până în ziua a XIV-a lunii. Conform calendarului gregorian este în martie sau în aprilie.
În zilele noastre Sabat haGadol cade la:
- 2010: 27 martie * 12 Nisan
- 2011: 16 aprilie * 12 Nisan
- 2012: 31 martie * 8 Nisan
- 2013: 23 martie * 12 Nisan
- 2014: 12 aprilie * 12 Nisan
- 2015: 28 martie * 8 Nisan
- 2016: 16 aprilie * 8 Nisan
- 2017: 8 aprilie * 12 Nisan

În zilele noastre ziua alegerii mielului adică 10 Nisan cade la:
- 2010: 25 martie
- 2011: 14 aprilie
- 2012: 2 aprilie
- 2013: 21 martie
- 2014: 10 aprilie
- 2015: 30 martie
- 2016: 18 aprilie
- 2017: 6 aprilie

### Creștinism
- ro  Paștele - CELE ȘAPTE SĂRBĂTORI ALE DOMNULUI de Georges André (GBV RO 10 659 Feste Jehovas) Arhivat în 4 aprilie 2012, la Wayback Machine.

Sabat haGadol - Marea Sâmbătă